# Headspace (Band)
Headspace ist eine Progressive-Rock-/Progressive-Metal-Band aus London, Großbritannien.

## Geschichte
Gegründet wurde Headspace 2006 von Keyboarder Adam Wakeman (Ozzy Osbourne), Sänger Damian Wilson (Threshold, Star One), Gitarrist Pete Rinaldi, Bassist Lee Pomeroy (It Bites) und Schlagzeuger Rick Brook.
Die Band veröffentlichte 2007 eine EP mit dem Titel I Am.. und tourte im selben Jahr mit Ozzy Osbourne auf dessen Black Rain Europatournee.
Am 22. Mai 2012 veröffentlichte die Band das Konzeptalbum I Am Anonymous auf dem Label InsideOut Music, welches von Jens Bogren (u. a. Opeth, Symphony X, Kreator) abgemischt wurde.
Adam Wakeman ist einer der Söhne des Yes-Keyboarders Rick Wakeman.
Am 20. Mai 2014 hat die Band offiziell alle für den Oktober 2014 geplanten Konzerte abgesagt, darunter einen geplanten Auftritt auf dem ProgPower Europe Festival.
Im November 2015 kündigten Headspace offiziell ein neues Album an, was den Titel All That You Fear Is Gone trägt und im Februar 2016 erschien. Gleichzeitig gab die Band bekannt, dass Schlagzeuger Rick Brook durch Adam Falkner ersetzt worden ist.

## Diskografie
- 2007: I Am (EP)
- 2012: I Am Anonymous (Album, InsideOut Music)[3][4][5]
- 2016: All That You Fear Is Gone (Album, InsideOut Music)